# سنديان كوتشي
سنديان كوتشي (باللاتينية: Quercus kotschyana) نوع نباتي شجري من جنس السنديان من الفصيلة الزانية. سمي نسبة إلى جبال البرانس (البيرينيه) بين فرنسا وإسبانيا.

## الموئل والانتشار
ينتشر هذا النوع في بلاد الشام.